# 宝格德乌拉苏木
宝格德乌拉苏木，是中华人民共和国内蒙古自治区呼伦贝尔市新巴尔虎右旗下辖的一个乡镇级行政单位。

## 行政区划
宝格德乌拉苏木下辖以下地区：
达来嘎查、宝格德乌拉嘎查、哈如勒嘎查、呼伦嘎查、乌尔逊嘎查和岗嘎图嘎查。